# Prowincja Al-Bulajda
Prowincja Al-Bulajda (arab. البليدة) – jedna z 48 prowincji Algierii, znajdująca się w północnej części kraju. 
Prowincja ma powierzchnię ponad 1,5 tys. km²; jest trzecia od końca pod względem powierzchni w kraju. W 2008 roku na jej terenach mieszkało ponad milion ludzi. W 1998 roku w prowincji mieszkało ponad 784 tysięcy ludzi, zaś w 1987 – niecałe 705 tysięcy osób.